# Fabricius János (tanár)
Fabricius János (Dobra, 1635 – Nagyszeben, 1675. szeptember 22.) gimnáziumi tanár.

## Élete
Tudományosan képzett, de heves természetű ember volt, amiért sok kellemetlenséget kellett szenvednie. Vitnyédy István pártfogásával és segélyével előbb a Tübingeni Egyetemre járt, ahol 1663-ban magiszteri fokozatot szerzett, majd 1664. január 21-étől a wittenbergi és az 1667. nyári félévben a jénai egyetemet látogatta. Miutan hazatért, előbb egy évig Vitnyédy fiainak nevelője volt, majd 1668-tól tanár volt Petrőczy István kaszaváraljai udvaránál. Később Breznóbányán tanított, azután Kassán első tanár volt. A vallási villongások alatt magára vonta a jezsuiták haragját és saját főnökeivel is viszályba keveredett; ezért kénytelen volt 1672-ben Kassát elhagyni s vándorlásai közben végre Nagyszebenbe érkezett, ahol 1673. április 24-én az ottani gimnáziumban nyert tanári állást. 1675. április 16-án az iskola rektora lett,  nem sokkal ezután vérhasban elhunyt.

## Munkái
- Dissertatio de Ubietate Universalium. Magdeburgi, 1665 (Melyben jóltevőjéről Vitnyédiről is megemlékezik.)
- Dissertatio theologica, de Vnitate Sensus Literalis, Cujusque Dicti Scripturae Sacrae… Leutschoviae, 1667
- Examen Discursus P. Helovitii, quondam Academiae Tyrnaviensis Rectoris… Leutschoviae, 1667
- In Nomine Jesu! Dissertatio Apologetica, In Qua Theses Prooemiales Controversiarum Fidei. Matthiae Sambar, in Collegio Cassoviensi Jesuitico Controversiarum Professoris… Examinantur, Discutiuntur, et Refutantur. Conscripta… anno 1669 (Lőcse)
- Exercitatio Theologica, de Distinctionibus Voluntatis Divinae 1. in Absolutam et Conditionatam, 2. In. Antecedentem et Consequentem, 3. In Efficacem et Inefficacem; opposita Johanni Maccovio… Leutschoviae, 1669
- In Nomine Jesu. Solidissimus coelestis Veritatis Malleus, Quo Zephyrium Sambario-Debredianum Ovum… concussit, contrivit et disjecit… Cassoviae (1670. 2. kiadása Brassó, 1674)
- Theses Theologicae De Scriptura Sacra Quas Favente Divina Gratia,… ad diem 30. Augusti… ad Ventilandum proposuit. Respondente Michaele Czinnio Rudaliense h. t. Gymn. Cibin. Praef. Cibinii, 1673
- Theses Theologicae, De Deo Optimo Maximo… Resp. Leonh. Conrado Rosaevallense. Cibinii
- Adamas Coelestis Veritatis, Quo Veritatis expertem Pvmicem Sambario-Debredianam, falso appellatum: Lapillum Danielis… contrivit. Theopoli… Brassó, 1674
- Kézirati munkája: Syllecta et Programmata 1670–75